# Wilson Boit Kipketer
Pour les articles homonymes, voir Kipketer.
Ne doit pas être confondu avec Wilson Kipketer.
Wilson Boit Kipketer, né le 6 octobre 1973, est un athlète kényan, pratiquant le fond et demi-fond, plus particulièrement le 3 000 mètres steeple.

## Palmarès

### Jeux olympiques
- Jeux olympiques d'été de 2000 à Sydney
  -  médaille d'argent sur 3 000 mètres steeple

### Championnats du monde
- Championnats du monde d'athlétisme 1997 à Athènes
  -  médaille d'or sur 3 000 mètres steeple.
- Championnats du monde d'athlétisme 1999 à Séville
  -  médaille d'argent sur 3 000 mètres steeple.

### Jeux panafricains
- Jeux panafricains 1999 à Johannesbourg : 
  - médaille d'argent sur 3 000 mètres steeple.

### Championnats d'Afrique d'athlétisme
- Championnats d'Afrique d'athlétisme 2002 à Tunis
  -  médaille d'or sur 3 000 mètres steeple (après disqualification de Brahim Boulami pour dopage)

### Coupe du monde d'athlétisme IAAF
- Coupe du monde des nations d'athlétisme 2002
  - médaille d'or sur 3 000 mètres steeple

### Records du monde
- record du monde du 3 000 mètres steeple en 7 min 59 s 08 lors du Weltklasse Zürich de 1997